# رابطة فوسفاتية
الرابطة الفوسفاتية هي نوع من الروابط الكيميائية التي تنتج بين المجموعة الفوسفاتية ومجموعتين كحول بطريقة تنتج روابط استيرية الذي يكون الفوسفات مركزها.
في الطبيعة تعمل الروابط الفوسفاتية للتوصيل بين النيكلوئيتيدات, التي تشكل حجارة الأساس لبناء الـ DNA والـ RNA. هذا الرباط يمكن تفكيكه عن طريق إدخال المياه التي تفتح الأربطة. في مرحلة الارتباط يتحرر جزيء ماء (مجموعة OH المرتبطة مع ذرة الكربون الخامسة وذرة هيدروجين المتصلة مع ذرة الكربون الثالثة في النيكلوئيتيد المقابل).